# Rejon błahowiszczenski
Rejon błahowiszczenski – jednostka administracyjna wchodząca w skład obwodu kirowohradzkiego Ukrainy.
Rejon utworzony w 1923, ma powierzchnię 701 km² i liczy około 23 tysięcy mieszkańców. Siedzibą władz rejonu jest Błahowiszczenśke.
Na terenie rejonu znajdują się 1 miejska rada i 17 silskich rad, obejmujących w sumie 26 wsi.

## Miejscowości rejonu
- Błahowiszczenśke
- (Богданове)
- Daniłowa Bałka (Данилова Балка)
- (Дельфінове)
- (Грушка)
- (Христофорове)
- Josypiwka (Йосипівка)
- (Кам'яна Криниця)
- (Кам'яний Брід)
- (Кошаро-Олександрівка)
- (Лозувата)
- (Луполове)
- Mańkowo (Маньківське)
- Mieczysławka (Мечиславка)
- (Новоселиця)
- (Петрівка)
- (Розношенське)
- (Сабатинівка)
- (Сергіївка)
- (Синицівка)
- (Синьки)
- (Станіславове)
- Szamrajewe[2] (Шамраєве)
- (Шевченка)
- Welyki Trojany[3][4] (Великі Трояни)
- (Вільхове)
- (Змійове)